# Axel Widstrand
Claës Axel Widstrand, född 26 augusti 1866 i Stockholm, död där 10 augusti 1956, var en svensk läkare, personhistoriker och konstsamlare.

## Medicinsk karriär
Widstrand blev medicine licentiat i Stockholm 1898, var praktiserande läkare där 1903–1938, blev marinläkare andra graden 1903, av första graden 1906, förste marinläkare 1916, var förste läkare vid Stockholms station 1919–1926 och förste marinläkare i reserven 1926–1936. Han var föreståndare för Stockholms stads poliklinik på Södermalm 1908–1930 och ordförande i Svenska Läkaresällskapet 1927–1928. Han företog studieresor med statsstipendium 1907 och 1915.
Widstrand var uppbördsläkare på kanonbåtarna HMS Skagul 1893, HMS Urd 1894, HMS Eugenie 1895, på korvetten HMS Freja 1897 under dess expedition till Island, Färöarna och Norge 1897 och dess expedition till England, Kanarieöarna och Medelhavet 1899 och 1901, på Eugenie 1904, på pansarfartyget HMS Äran 1906, på pansarfartyget HMS Oscar II 1915.

## Personhistoriker
För eftervärlden i han mest känd för att han 1927 av Svenska läkaresällskapet utsågs att redigera fjärde följden av dess biografisk-genealogiska uppslagsverk Sveriges läkarehistoria, som han utgav i fem band 1930–1935. Som erkänsla för detta arbete erhöll han läkaresällskapets Lennmalmsmedalj i guld. Han har också utgivit de personhistoriska uppslagsböckerna Svenska läkare i ord och bild (första upplagan 1939, andra upplagan 1948) och Läkarbefattningar i Sverige och deras innehavare sedan 1890 (1943). I bland annat Svenskt biografiskt lexikon har han medverkat med biografier över läkare. År 1944 utgav han den personhistoriska handboken Vem var det, med biografier över under 1900-talet avlidna svenskar som biograferats i bokverket Vem är det.

## Konstsamlare
Widstrand var mycket konstintresserad och ägde Sveriges största privata grafiksamling med över 40 000 blad. Efter sin pensionering var han verksam vid grafiksamlingen vid Nationalmuseum. År 1930 tilldelades han Ribbingmedaljen av Konstakademien.
Axel Widstrand var gift tre gånger. De två första äktenskapen avslutades med skilsmässa. Första gången gifte han sig 1903 med Emmy af Klint i hennes andra gifte (1864–1925), dotter till överste Otto af Klint och tidigare gift med Erik Leijonhufvud. Andra gången gifte han sig 1919 med Agda Berglind (1875–1960). Tredje gången gifte han sig 1938 med Ester Eliasson (1880–1951), född Sterner och änka efter grosshandlare Axel Eliasson. Axel Widstrand är tillsammans med tredje hustrun begraven på Galärvarvskyrkogården i Stockholm.

## Fotnoter
1. 1 2  RKDartists, RKDartists-ID: 451396, läst: 9 oktober 2017.[källa från Wikidata]
2. 1 2  RKDartists, RKDartists-ID: 451396, läst: 3 maj 2018.[källa från Wikidata]